# Artstor
Artstor (scritto anche come ARTstor) è un'organizzazione senza scopo di lucro indipendente, che gestisce Shared Shelf, un servizio software di catalogazione e gestione delle immagini basato sul Web, nonché la Digital Library, una biblioteca digitale che contiene alcune centinaia di migliaia di immagini nel campo delle arti, dell'architettura, delle discipline umanistiche e delle scienze.
La sede legale è a New York.

## Storia
Nel 2003, ARTstor ottenne il riconoscimento giuridico di organizzazione caritatevole ammessa a godere dei benefici previsti dall'articolo 501(C)(3) del codice civile statunitense. Nel 2016, concluse un accordo di partenariato strategico con Ithaka Harbors, l'organizzazione che gestisce i servizi JSTOR, Portico e Ithaka S + R.
Alla fine degli anni '90, quando le università e le biblioteche iniziarono a convertire i loro archivi di diapositive in database di immagini digitali salvate in locale, Artstor fu creato per rispondere alla crescente necessità di dotare le biblioteche e le istituzioni educative di un sito Internet condiviso e accessibile da tutto il mondo. La Digital Library nacque al fine ottimizzare il processo di catalogazione e scansione delle immagini, eliminando duplicazioni e ridondanze, oltre a fornire uno strumento di condivisione di nuove raccolte di immagini digitali per finalità didattiche e la ricerca. All'iniziativa collaborò la Fondazione Mellon, il cui compito statutario era quello di supportare l'istruzione superiore, i musei, l'arte e la conservazione del patrimonio artistico, con l'obbiettivo di «realizzare una sostanziale trasformazione dell'insegnamento, dell'apprendimento e della ricerca legati all'arte».
Gli obiettivi principali di Artstor come organizzazione sono: produrre raccolte di immagini provenienti da culture e periodi storici differenti; creare una risorsa digitale organizzata, centralizzata e affidabile che sostenga un uso strettamente non commerciale delle immagini per finalità di ricerca, insegnamento e apprendimento; collaborare con le comunità artistiche ed educative nella definizione di soluzioni comuni per la costruzione, la gestione e la condivisione di immagini digitali per scopo didattico. Il modello operativo è di tipo misto: alcuni servizi sono erogati a pagamento (in proporzione alle dimensioni dell'istituto), mentre altri sono forniti gratuitamente alla comunità.

## La Digital Library
La Digital Library Artstor include una serie di strumenti software per visualizzare, presentare e gestire le immagini a scopo di ricerca e insegnamento. Al 2010, la banca dati era consultata e alimentata dagli inserimenti digitali di più di 1.500 soggetti istituzionali abbonati da oltre 40 paesi, fra i quali scuole primarie e secondarie, college e università, musei, biblioteche e altre organizzazioni non-profit, oltre a privati come studiosi, fotografi e artisti.
ARTstor comprendeva le seguenti collezioni: Magnum Photos, Carnegie Arts of the United States, The Illustrated Bartsch, Mellon International Dunhuang Archive, The Huntington Archive of Asian Art, la collezione di architettura e design del Museum of Modern Art (MoMA), Metropolitan Museum of Art, Bodleian Library e Di Più.
Fr ai contributori della biblioteca vi erano: Mark Rothko Estate; Arte latinoamericana (collezione Cisneros), Museo di Arte Moderna di San Francisco (SFMOMA), Christopher Roy, Arte e architettura africane, Musei statali di Berlino, il Corpus dei Disegni Maestri di Gernsheim (185.000 immagini), Larry Qualls Archive (100.000 immagini che documentano 30 anni di mostre nella galleria di New York City), le fotografia di architettura di Esto, Canyonlights e ART on FILE, le collezioni universitarie di Harvard e Yale, gli archivi fotografici storici della National Gallery of Art e della Frick Art Reference Library.
Le opere possono esser ricercate per parole chiave o tramite i metadati relativi all'area geografica, alla classificazione o al nome della raccolta. Il materiale può essere visualizzato tramite un software specifico e gratuito e, inoltre, possono essere esportate in formato JPEG per finalità usi educativi e non commerciali, quali la realizzazione di presentazioni in classe tramite PowerPoint 2007.
Artstor ha sviluppato l'Offline Image Viewer (OIV), uno strumento alternativo per eseguire presentazioni in aula senza la necessità di una connessione Internet attiva.  OIV permette agli utenti di scaricare le immagini ad alta risoluzione da ARTstor, combinarle con i propri contenuti per creare presentazioni di diapositive digitali che contengono testi personalizzati associati per i singoli file, sovrapposizioni, zoom e panning. La biblioteca digitale di Artstor è accessibile in sola lettura tramite i dispositivi Apple iPad, iPhone, iPod Touch e Android.

## Shared Shelf
Nel 2011, ARTstor ha lanciato il servizio di catalogazione e archiviazione Shared Shelf, sviluppato con dieci partner istituzionali: Bard College, Colby College, Cornell University, Università di Harvard, Middlebury College, Università di New York, Society of Architectural Historians, Università dell'Illinois - Urbana-Champaign, Università di Miami e di Yale.

## Altre iniziative
Digital Public Library of America (DPLA)
In collaborazione con la Digital Public Library of America, ARTstor fornisce accesso a 100.000 immagini provenienti dal Dallas Museum of Art, dal Indianapolis Museum of Art, dalla collezione di Samuel Henry Kress, dalla National Gallery of Art, dal Walters Art Museum, dalla Yale University Art Gallery e dallo Yale Center for British Art.
Images for Academic Publishing (IAP)
Il programma Images for Academic Publishing (IAP) di Artstor rende disponibili immagini di qualità editoriale da utilizzare gratuitamente all'interno di pubblicazioni accademiche. Lanciato dal Metropolitan Museum of Art nel 2007, è stato reso disponibile come servizio opzionale e gratuito per tutti i musei che alimentano con le immagini la Biblioteca Digitale di Artstor. Gli studiosi possono accedere a queste immagini tramite gli istituti convenzionati o ottenere un'abilitazione gratuita a IAP contattando Artstor.
Gli attuali collaboratori di IAP includono Frank Cancian (dell'Università della California, Irvine), il Museo d'Arte di Dallas, il Getty Research Institute, il Museo d'Arte di Indianapolis, l'archivio Mellink (del Bryn Mawr College), il Metropolitan Museum of Art, la biblioteca della Northwestern University, il Princeton University Art Museum, il Walters Art Museum e la galleria d'arte dell'Università di Yale.
Built Works Registry (BWR)
Nel 2013, Artstor e la Avery Architectural and Fine Arts Library della Università della Columbia iniziarono a dare forma al Built Works Registry (BWR), una risorsa di dati generata dalla comunità per le opere architettoniche e l'ambiente costruito. L'obiettivo del BWR è quello di consentire la raccolta e un'ampia diffusione diffusa di un insieme di informazioni relativo al costruito, destinato ala fruizione gratuita da parte di studiosi, studenti, educatori, bibliotecari e catalogatori di organizzazioni accademiche e del patrimonio culturale di tutto il mondo. Il progetto è supportato da una sovvenzione triennale per la leadership nazionale erogata dall'Institute of Museum and Library Services (IMLS).
Il progetto vede la partecipazione triennale del Getty Research Institute (GRI), di nove ulteriori istituzioni, e di un comitato consultivo internazionale. I dati del BWR sono confluiti nel Cultural Objects Name Authority, nell'ambito del Getty Vocabulary Program. programma ‘s culturale Oggetti Name Authority (CONA), oltre ad essere un componente fondamentale di Shared Shelf.
Society of Architectural Historians Architecture Resources Archive (SAHARA)
Il AH Architecture Resources Archive (SAHARA) è una biblioteca digitale di immagini architettoniche e paesaggistiche rese disponibili per finalità di insegnamento e ricerca, nata da una collaborazione tra la Società degli Storici dell'Architettura (SAH) statunitense, vari bibliotecari e Artstor, e sovvenzionata dalla Fondazione Andrew W. Mellon..
EMET (Embedded Metadata Extraction Tool)
EMET è un software gratuito, stand-alone.  e a sorgente aperto scaricabile da SourceForge., un progetto che ha lo scopo di facilitare la gestione e la conservazione delle immagini digitali e la loro integrazione all'interno di banche dati e applicazioni esterne.
Lo sviluppo di EMET fu finanziato dal National Digital Information Infrastructure and Preservation Program (NDIIPP), lo stesso che ha collaborato alla definizione del protocollo OAI-PMH.